# Judit Farrés
Judit Farrés   (Igualada, 1974) és una actriu, compositora, arranjadora, música i discjòquei catalana.

## Trajectòria
Estudià el grau mitjà al Conservatori Superior de Música del Liceu i és llicenciada en interpretació per l'Institut del Teatre de Barcelona. Va rebre una beca de l'Institut del Teatre per assistir a l'Scuola Europea per l'Arte dell'Attore de San Miniato.
Com a actriu ha treballat en l'obra Fashion Feeling Music, dirigida per Josep Maria Mestres, i com a punxadiscos a La llum no es veu en els carrers pels carrers de Bàsquiat, de la companyia Lanònima Imperial, amb la direcció de Xavier Albertí i Bebeto Cidra. Ha treballat sota la direcció de Pep Anton Muñoz, Luca Valentino, Joan Castells i Àngel Llàcer. Ha participat en el muntatge del Teatre Lliure Titus Andrònic, amb la direcció d'Àlex Rigola, i també va treballar en el Cancionero de palacio, estrenat al Festival Castell de Peralada.
D'ençà l'any 2004, s'ha centrat en l'elaboració de bandes sonores i espais sonors per a espectacles, com El virus (dirigit per David Selvas), Teatre per a minuts (Jorge Raedó), Ariadna (Xavi Sabata), o Pell (Olga Tragant). En solitari va presentar l'espectacle La gestió de la complexitat, on interpreta en directe la seva pròpia banda sonora de la pel·lícula de Serguei Eisenstein La vaga.
Va col·laborar amb Albert Pla en el disc Cançons d'amor i droga (2003) i amb la posada en escena dirigida per Àlex Rigola. El 2006, va preparar la banda sonora de l'espectacle de Pla El malo de la película, i va col·laborar en el seu disc Vida y milagros. També va col·laborar amb la poetessa Ajo en l'espectacle Cultivando Brevedades.
El 2015, va actuar juntament amb Mireia Trias en l'obra Confidències a Al·là, adaptació de la novel·la de Saphia Azzeddine feta per la directora Magda Puyo. El 2019, va tornar al Teatre Lliure amb l'obra La nostra parcel·la de Lara Díez, interpretada al costat de Marta Marco, una peça irònica sobre «el neguit existencial i l'absurditat del comportament humà quan volem donar-hi resposta».

## Filmografia
- Estació d'enllaç (1994)
- El cor de la ciutat (2000)
- Murieron por encima de sus posibilidades (2014)
- Com si fos ahir (2023)